# Masters of Formula 3 2002
De Marlboro Masters of Formula 3 2002 was de twaalfde editie van de Masters of Formula 3. De race, waarin Formule 3-teams uit verschillende Europese kampioenschappen tegen elkaar uitkomen, werd verreden op 11 augustus 2002 op het Circuit Park Zandvoort.
De race werd gewonnen door Fábio Carbone voor Fortec Motorsport. De ASM-teamgenoten Olivier Pla en Tristan Gommendy maakten het podium compleet.

## Inschrijvingen
| Team                    | No | Rijder                 | Chassis | Motor       | Kampioenschap        |
| ----------------------- | -- | ---------------------- | ------- | ----------- | -------------------- |
| Carlin Motorsport       | 1  | James Courtney         | Dallara | Mugen-Honda | Britse Formule 3     |
| Carlin Motorsport       | 3  | Shinya Hosokawa        | Dallara | Mugen-Honda | Britse Formule 3     |
| Carlin Motorsport       | 4  | Alan van der Merwe     | Dallara | Mugen-Honda | Britse Formule 3     |
| Signature Elf           | 5  | Mathieu Zangarelli     | Dallara | Renault     | Japanse Formule 3    |
| Signature Elf           | 6  | Renaud Derlot          | Dallara | Renault     | Franse Formule 3     |
| Signature Elf           | 7  | Yuji Ide               | Dallara | Renault     | Franse Formule 3     |
| Signature Elf           | 8  | Jérémie de Souza       | Dallara | Renault     | Franse Formule 3     |
| ASM                     | 9  | Olivier Pla            | Dallara | Renault     | Franse Formule 3     |
| ASM                     | 10 | Tristan Gommendy       | Dallara | Renault     | Franse Formule 3     |
| JB Motorsport           | 11 | Rob Austin             | Dallara | Opel        | Britse Formule 3     |
| JB Motorsport           | 12 | Stefan de Groot        | Dallara | Opel        | Britse Formule 3     |
| Alan Docking Racing     | 14 | Robbie Kerr            | Dallara | Mugen-Honda | Britse Formule 3     |
| Alan Docking Racing     | 15 | Mark Mayall            | Dallara | Mugen-Honda | Britse Formule 3     |
| Alan Docking Racing     | 16 | Tor Graves             | Dallara | Mugen-Honda | Britse Formule 3     |
| Target Racing           | 17 | Miloš Pavlović         | Dallara | Opel        | Italiaanse Formule 3 |
| Target Racing           | 18 | Cristiano Citron       | Dallara | Opel        | Italiaanse Formule 3 |
| Promatecme F3           | 19 | Bruce Jouanny          | Dallara | Mugen-Honda | Britse Formule 3     |
| Promatecme F3           | 20 | Matthew Gilmore        | Dallara | Mugen-Honda | Britse Formule 3     |
| Serge Saulnier          | 21 | Bruno Besson           | Dallara | Renault     | Franse Formule 3     |
| Serge Saulnier          | 22 | Simon Abadie           | Dallara | Renault     | Franse Formule 3     |
| Opel Team BSR           | 23 | Vitantonio Liuzzi      | Dallara | Opel        | Duitse Formule 3     |
| Opel Team BSR           | 24 | Frank Diefenbacher     | Dallara | Opel        | Duitse Formule 3     |
| Opel Team BSR           | 25 | Bernhard Auinger       | Dallara | Opel        | Duitse Formule 3     |
| Prema Powerteam         | 26 | Kosuke Matsuura        | Dallara | Opel        | Duitse Formule 3     |
| Prema Powerteam         | 27 | Ryan Briscoe           | Dallara | Opel        | Duitse Formule 3     |
| Prema Powerteam         | 28 | César Campaniço        | Dallara | Opel        | Duitse Formule 3     |
| Fortec Motorsport       | 29 | Heikki Kovalainen      | Dallara | Renault     | Britse Formule 3     |
| Fortec Motorsport       | 30 | Fábio Carbone          | Dallara | Renault     | Britse Formule 3     |
| Azeta Racing            | 33 | Philip Cloostermans    | Dallara | Opel        | Italiaanse Formule 3 |
| Azeta Racing            | 34 | Alessandro Vitacolonna | Dallara | Opel        | Italiaanse Formule 3 |
| Team Kolles Racing      | 35 | Ross Zwolsman          | Dallara | Mugen-Honda | Duitse Formule 3     |
| Team Kolles Racing      | 36 | João Paulo de Oliveira | Dallara | Mugen-Honda | Duitse Formule 3     |
| Team Ghinzani SAM Euroc | 37 | Robert Doornbos        | Dallara | Mugen-Honda | Italiaanse Formule 3 |
| Team Ghinzani SAM Euroc | 46 | Raffaele Giammaria     | Dallara | Mugen-Honda | Italiaanse Formule 3 |
| Van Amersfoort Racing   | 38 | Jaap van Lagen         | Dallara | Opel        | Duitse Formule 3     |
| Team Avanti             | 40 | Jeroen Bleekemolen     | Dallara | Mugen-Honda | Britse Formule 3     |
| Manor Motorsport        | 41 | Mark Taylor            | Dallara | Mugen-Honda | Britse Formule 3     |
| Manor Motorsport        | 42 | Ronnie Bremer          | Dallara | Mugen-Honda | Britse Formule 3     |
| Manor Motorsport        | 43 | Richard Antinucci      | Dallara | Mugen-Honda | Britse Formule 3     |
| GM Motorsport           | 44 | Clemens Stadler        | Dallara | Toyota      | Duitse Formule 3     |
| Swiss Racing Team       | 47 | Katsuyuki Hiranaka     | Dallara | Opel        | Japanse Formule 3    |
| Swiss Racing Team       | 48 | Tatsuya Kataoka        | Dallara | Opel        | Japanse Formule 3    |
| Swiss Racing Team       | 51 | Marc Benz              | Dallara | Opel        | Duitse Formule 3     |
| Griffith's              | 49 | Benjamin Poron         | Dallara | Opel        | Franse Formule 3     |
| Trella Motorsport       | 50 | Rizal Ramli            | Dallara | Opel        | Duitse Formule 3     |

## Kwalificatie

### Groep A
| Positie | Nr. | Rijder              | Team                    | Tijd Q1  | Tijd Q2  |
| ------- | --- | ------------------- | ----------------------- | -------- | -------- |
| 1       | 9   | Olivier Pla         | ASM                     | 1:33.942 | 1:35.218 |
| 2       | 29  | Heikki Kovalainen   | Fortec Motorsport       | 1:34.021 | 1:36.003 |
| 3       | 37  | Robert Doornbos     | Team Ghinzani SAM Euroc | 1:34.027 | 1:35.127 |
| 4       | 21  | Bruno Besson        | Serge Saulnier          | 1:34.031 | 1:34.197 |
| 5       | 23  | Vitantonio Liuzzi   | Opel Team BSR           | 1:34.072 | 1:34.214 |
| 6       | 1   | James Courtney      | Carlin Motorsport       | 1:34.143 | 1:35.817 |
| 7       | 17  | Miloš Pavlović      | Target Racing           | 1:34.215 | 1:34.267 |
| 8       | 11  | Rob Austin          | JB Motorsport           | 1:34.240 | 1:34.459 |
| 9       | 41  | Mark Taylor         | Manor Motorsport        | 1:34.524 | 1:34.289 |
| 10      | 19  | Bruce Jouanny       | Promatecme F3           | 1:34.376 | 1:34.979 |
| 11      | 27  | Ryan Briscoe        | Prema Powerteam         | 1:34.412 | 1:35.070 |
| 12      | 25  | Bernhard Auinger    | Opel Team BSR           | 1:34.601 | 1:34.458 |
| 13      | 47  | Katsuyuki Hiranaka  | Swiss Racing Team       | 1:34.627 | 1:34.489 |
| 14      | 5   | Mathieu Zangarelli  | Signature Elf           | 1:34.730 | 1:35.014 |
| 15      | 51  | Marc Benz           | Swiss Racing Team       | 1:34.900 | 1:34.798 |
| 16      | 7   | Yuji Ide            | Signature Elf           | 1:35.244 | 1:34.814 |
| 17      | 43  | Richard Antinucci   | Manor Motorsport        | 1:35.250 | 1:34.839 |
| 18      | 35  | Ross Zwolsman       | Team Kolles Racing      | 1:34.962 | 1:35.457 |
| 19      | 3   | Shinya Hosokawa     | Carlin Motorsport       | 1:35.047 | 1:35.767 |
| 20      | 15  | Mark Mayall         | Alan Docking Racing     | 1:35.071 | 1:35.294 |
| 21      | 33  | Philip Cloostermans | Azeta Racing            | 4:21.521 | 1:36.457 |
| 22      | 49  | Benjamin Poron      | Griffith's              | 1:38.097 | 1:37.994 |

### Groep B
| Positie | Nr. | Rijder                 | Team                    | Tijd Q1  | Tijd Q2  |
| ------- | --- | ---------------------- | ----------------------- | -------- | -------- |
| 1       | 30  | Fábio Carbone          | Fortec Motorsport       | 1:34.261 | 1:33.639 |
| 2       | 10  | Tristan Gommendy       | ASM                     | 1:33.807 | 1:33.823 |
| 3       | 42  | Ronnie Bremer          | Manor Motorsport        | 1:35.482 | 1:33.831 |
| 4       | 12  | Stefan de Groot        | JB Motorsport           | 1:34.096 | 1:33.835 |
| 5       | 26  | Kosuke Matsuura        | Prema Powerteam         | 1:34.119 | 1:33.847 |
| 6       | 14  | Robbie Kerr            | Alan Docking Racing     | 1:34.672 | 1:33.931 |
| 7       | 4   | Alan van der Merwe     | Carlin Motorsport       | 1:34.985 | 1:33.990 |
| 8       | 22  | Simon Abadie           | Serge Saulnier          | 1:34.985 | 1:34.048 |
| 9       | 24  | Frank Diefenbacher     | Opel Team BSR           | 1:34.826 | 1:34.146 |
| 10      | 28  | César Campaniço        | Prema Powerteam         | 1:34.857 | 1:34.189 |
| 11      | 40  | Jeroen Bleekemolen     | Team Avanti             | 1:34.686 | 1:34.208 |
| 12      | 36  | João Paulo de Oliveira | Team Kolles Racing      | 1:34.685 | 1:34.423 |
| 13      | 20  | Matthew Gilmore        | Promatecme F3           | 1:35.432 | 1:34.544 |
| 14      | 6   | Renaud Derlot          | Siganture Elf           | 1:34.889 | 1:34.926 |
| 15      | 46  | Raffaele Giammaria     | Team Ghinzani SAM Euroc | 1:36.001 | 1:34.931 |
| 16      | 8   | Jérémie de Souza       | Siganture Elf           | 1:36.005 | 1:35.034 |
| 17      | 48  | Tatsuya Kataoka        | Swiss Racing Team       | 1:36.194 | 1:35.386 |
| 18      | 18  | Cristiano Citron       | Target Racing           | 1:36.060 | 1:35.718 |
| 19      | 38  | Jaap van Lagen         | Van Amersfoort Racing   | 1:35.932 | 1:36.366 |
| 20      | 44  | Clemens Stadler        | GM Motorsport           | 1:36.202 | 1:36.119 |
| 21      | 34  | Alessandro Vitacolonna | Azeta Racing            | 1:37.445 | 1:36.134 |
| 22      | 16  | Tor Graves             | Alan Docking Racing     | 1:34.261 | 1:33.639 |
| 23      | 50  | Rizal Ramli            | Trella Motorsport       | 1:37.039 | 1:38.170 |

## Race
| Positie | Nr. | Rijder                 | Team                    | Ronden | Tijd/Verschil       | Grid |
| ------- | --- | ---------------------- | ----------------------- | ------ | ------------------- | ---- |
| 1       | 30  | Fábio Carbone          | Fortec Motorsport       | 25     | 39:47.591           | 1    |
| 2       | 9   | Olivier Pla            | ASM                     | 25     | +1.596              | 2    |
| 3       | 10  | Tristan Gommendy       | ASM                     | 25     | +1.951              | 3    |
| 4       | 29  | Heikki Kovalainen      | Fortec Motorsport       | 25     | +3.898              | 4    |
| 5       | 42  | Ronnie Bremer          | Manor Motorsport        | 25     | +4.984              | 5    |
| 6       | 21  | Bruno Besson           | Serge Saulnier          | 25     | +6.264              | 8    |
| 7       | 14  | Robbie Kerr            | Alan Docking Racing     | 25     | +7.766              | 11   |
| 8       | 23  | Vitantonio Liuzzi      | Opel Team BSR           | 25     | +8.650              | 10   |
| 9       | 19  | Bruce Jouanny          | Promatecme F3           | 25     | +13.445             | 20   |
| 10      | 1   | James Courtney         | Carlin Motorsport       | 25     | +21.130             | 12   |
| 11      | 28  | César Campaniço        | Prema Powerteam         | 25     | +21.879             | 19   |
| 12      | 40  | Jeroen Bleekemolen     | Team Avanti             | 25     | +24.836             | 21   |
| 13      | 25  | Bernhard Auinger       | Opel Team BSR           | 25     | +25.613             | 24   |
| 14      | 20  | Matthew Gilmore        | Fortec Motorsport       | 25     | +26.050             | 25   |
| 15      | 47  | Katsuyuki Hiranaka     | Swiss Racing Team       | 25     | +28.730             | 26   |
| 16      | 36  | João Paulo de Oliveira | Team Kolles Racing      | 25     | +30.747             | 23   |
| 17      | 51  | Marc Benz              | Swiss Racing Team       | 25     | +35.154             | 30   |
| 18      | 46  | Raffaele Giammaria     | Team Ghinzani SAM Euroc | 25     | +38.923             | 29   |
| 19      | 17  | Miloš Pavlović         | Target Racing           | 25     | +39.834             | 14   |
| 20      | 43  | Richard Antinucci      | Manor Motorsport        | 25     | +41.952             | 34   |
| 21      | 35  | Ross Zwolsman          | Team Kolles Racing      | 25     | +49.602             | 36   |
| 22      | 22  | Simon Abadie           | Serge Saulnier          | 25     | +51.646             | 15   |
| 23      | 8   | Jérémie de Souza       | Signature Elf           | 25     | +58.452             | 31   |
| 24      | 18  | Cristiano Citron       | Target Racing           | 25     | +1:01.259           | 35   |
| 25      | 7   | Yuji Ide               | Signature Elf           | 25     | +1:06.461           | 32   |
| 26      | 48  | Tatsuya Kataoka        | Swiss Racing Team       | 25     | +1:14.934           | 33   |
| 27      | 38  | Jaap van Lagen         | Van Amersfoort Racing   | 25     | +1:16.933           | 37   |
| 28      | 26  | Kosuke Matsuura        | Prema Powerteam         | 23     | +2 ronden           | 9    |
| DNF     | 5   | Mathieu Zangarelli     | Signature Elf           | 21     | Uitgevallen         | 28   |
| DNF     | 6   | Renaud Derlot          | Signature Elf           | 19     | Uitgevallen         | 27   |
| DNF     | 12  | Stefan de Groot        | JB Motorsport           | 16     | Uitgevallen         | 7    |
| DNF     | 27  | Ryan Briscoe           | Prema Powerteam         | 11     | Uitgevallen         | 22   |
| DNF     | 11  | Rob Austin             | JB Motorsport           | 9      | Uitgevallen         | 16   |
| DNF     | 24  | Frank Diefenbacher     | Opel Team BSR           | 6      | Uitgevallen         | 17   |
| DNF     | 3   | Shinya Hosokawa        | Carlin Motorsport       | 6      | Uitgevallen         | 38   |
| DNF     | 4   | Alan van der Merwe     | Carlin Motorsport       | 1      | Uitgevallen         | 13   |
| DNF     | 41  | Mark Taylor            | Manor Motorsport        | 0      | Uitgevallen         | 18   |
| DNF     | 37  | Robert Doornbos        | Team Ghinzani SAM Euroc | 0      | Uitgevallen         | 6    |
| DNQ     | 15  | Mark Mayall            | Alan Docking Racing     | 0      | Niet gekwalificeerd |      |
| DNQ     | 33  | Philip Cloostermans    | Azeta Racing            | 0      | Niet gekwalificeerd |      |
| DNQ     | 49  | Benjamin Poron         | Griffith's              | 0      | Niet gekwalificeerd |      |
| DNQ     | 44  | Clemens Stadler        | GM Motorsport           | 0      | Niet gekwalificeerd |      |
| DNQ     | 34  | Alessandro Vitacolonna | Azeta Racing            | 0      | Niet gekwalificeerd |      |
| DNQ     | 16  | Tor Graves             | Alan Docking Racing     | 0      | Niet gekwalificeerd |      |
| DNQ     | 50  | Rizal Ramli            | Trella Motorsport       | 0      | Niet gekwalificeerd |      |

1991 · 1992 · 1993 · 1994 · 1995 · 1996 · 1997 · 1998 · 1999 · 2000 · 2001 · 2002 · 2003 · 2004 · 2005 · 2006 · 2007 · 2008 · 2009 · 2010 · 2011 · 2012 · 2013 · 2014 · 2015 · 2016
Lijst van coureurs